# Malevizi
Malevizi (in greco Μαλεβίζι?) è un comune della Grecia situato nell'isola di Creta (unità periferica di Candia) con 20.735 abitanti secondo i dati del censimento 2001.
È stato istituito a seguito della riforma amministrativa detta Programma Callicrate in vigore dal gennaio 2011 che ha abolito le prefetture e accorpato numerosi comuni

## Monumenti e luoghi di interesse
- Monastero di San Pantaleone, nei pressi di Fodele.